# Jean Rotrou
Jean (de) Rotrou (Dreux, 21 de agosto de 1609 - íd., 28 de junio de 1650) fue un poeta y dramaturgo francés.

## Biografía
Descendía de una estirpe de magistrados de la villa de Dreux, los Condes de Perche; Rotrou estudió en Normandía y en París y, aunque más joven que Pierre Corneille, comenzó a escribir antes que él. En 1632 sucedió a Alexandre Hardy como dramaturgo de los actores del Hôtel de Bourgogne. Con raras excepciones, los únicos hechos destacados de su vida son las apariciones sucesivas de sus piezas y su reclutamiento en 1635 dentro del grupo de cinco poetas que tenían del deber de poner en forma las ideas dramáticas del Cardenal Richelieu.
Su primera pieza, l’Hypocondriaque (1631), apareció a sus dieciocho años. Por esas mismas fechas hizo editar una colección de Œuvres poétiques que comprendía elegías, epístolas y versos piadosos. Su segunda pieza, La Bague de l’oubli (1635) es una adaptación parcial de Sortija del Olvido de Lope de Vega, algo más característico: es la primera de numerosas piezas en las cuales Rotrou intentó aclimatar en Francia la comedia barroca que había florecido en España y en Inglaterra en lugar de la tragedia de Séneca y la comedia de Terencio, ambas de inspiración clasicista. Como él, Pierre Corneille tomó idéntica dirección, más hacia el modelo español que hacia el inglés. En 1634, con la publicación de Cléagénor et Doristée (estrenada en 1630), afirma ya ser el autor de treinta piezas, aunque entre ellas comprende también probablemente sus adaptaciones. Diane (estrenada en 1630; publicada en 1633), Les Occasions perdues (estrenada en 1631 ; publicada en 1635) son títulos que le hacen obtener los favores de Richelieu y L’Heureuse constance (estrenada en 1631; publicada en 1635), elogiada por Ana de Austria, (1601-1666) producidas todas en rápida sucesión y a la manera española. En 1631 imita a Plauto en Les Ménechmes y, en 1634, a Séneca en su Hercule mourant. Siguen comedias y tragicomedias. Los documentos establecen la venta en 1636 de cuatro piezas al editor parisino Antoine de Sommaville por 750 libros y, el año siguiente, la venta diez nuevas piezas al mismo librero.
Pasa ahora mucho tiempo en Le Mans en casa del señor de Belin, su protector, quien era uno de los adversarios de Pierre Corneille en la querella de Le Cid. Se ha supuesto generalmente, en parte a causa de una carta falsa largo tiempo admitida como corneliana, que Rotrou le había defendido generosamente en esta materia, pero la realidad es que permaneció neutral, aunque lo acredita una tentativa de reconciliación entre las partes en un texto impreso en 1637, L’Inconnu et véritable amy de Monsieur de Scudéry et Corneille.
Al fallecer Belin en 1637, Rotrou compra en 1639 el puesto de teniente particular del bailliaje de Dreux y al año siguiente desposa a Marguerite Camus y se instala en una vida de magistrado y de padre de familia modelo. Entre sus piezas escritas antes de su matrimonio, se cuenta una traducción del Anfitrión de Plauto bajo el título Les Deux Sosies (1636), Antigone (1638) y Laure persécutée (estrenada en 1637; publicada en 1639), en une estilo opuesto al de sus piezas anteriores.
En 1646, Rotrou produce la primera de sus cuatro obras maestras, Le Véritable Saint Genest (1646; publicada en 1648) desde Lo Fingido verdadero de Lope de Vega, Don Bertrand de Cabrère (1647), tragicomedia mérito; Venceslas desde No hay ser padre siendo rey de Francisco de Rojas Zorrilla (1647; publicada en 1648) es considerada su obra maestra y tuvo numerosas reposiciones en época moderna; Cosroès (1649), de tema oriental, es considerada la única pieza absolutamente original de Rotrou.
Se quedó en Dreux durante una epidemia de peste de 1650 y enfermó de la misma, falleciendo a las pocas horas. Su gran fecundidad literaria (dejó treinta y cinco piezas, sin contar las pérdidas o no reunidas) y sin duda la incertidumbre del plan dramático que demuestra su eterna duda entre los estilos clásico y barroco han sin embargo perjudicado a su obra. Sin embargo, las situaciones que pinta, a menudo patéticas y nobles, y la brillantez, fuerza y simplicidad de sus versos le han dejado un justo lugar casi a la altura de Pierre Corneille y Jean Racine. Una calle lleva su nombre en París.

## Obras
- Agésilan de Colchos
- Amarillis
- Amélie
- L'Aveugle de Smyrne
- Les Captifs, ou les Esclaves
- Cléagenor et Doristée
- La Comédie des Tuileries
- Cosroès
- Dom Bernard de Cabrère
- Dom Lope de Cardone
- La Florimonde
- Hercule mourant
- Laure persécutée

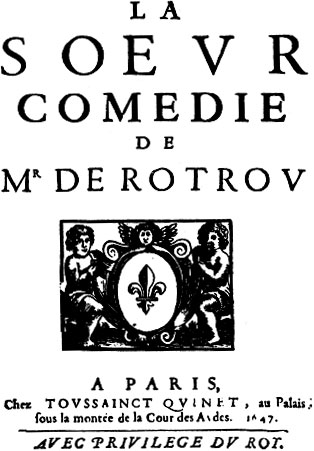
La sœur de Rotrou.

- Métamorphose des yeux de Philis en astres
- La Naissance d'Hercule, ou l’Amphitryon
- Les Occasions perdues
- La Sœur
- Le Temple de la mort
- Venceslas
- Le Véritable Saint Genest
- Antigone
- Iphigénie

## Obras en línea
- Agésilan de Colchos, Paris, A. de Sommaville, 1637
- Amarillis, Paris, A. de Sommaville et A. Courbé, 1653
- Amélie, Paris, A. de Sommaville, 1638
- Cléagenor et Doristée, Paris, A. de Sommaville, 1634
- Cosroès, Paris, A. de Sommaville, 1649
- Dom Bernard de Cabrère, Paris, A. de Sommaville, 1647
- Dom Lope de Cardone, Paris, A. de Sommaville, 1652
- Hercule mourant, Paris, A. de Sommaville, 1636
- L'Aveugle de SmyrneParis, chez Augustin Courbé. M.DC.XXXVIII
- La Comédie des Tuileries par les cinq auteurs Boisrobert, P. Corneille, Rotrou, Colletet et L'Estoile ; Éd. J. Baudoin, Paris, A. Courbé, 1638
- La Florimonde, Paris, A. de Sommaville, 1655
- La Naissance d'Hercule, ou L'Amphytrion, Paris, A. de Sommaville, 1650
- La Sœur, Paris, T. Quinet, 1647
- Laure persécutée, Paris, A. de Sommaville, 1640
- Le Temple de la mort, Paris, A. de Sommaville, 1646
- Le Véritable St Genest, Paris, T. Quinet, 1647
- Les Captifs, ou Les esclaves, Paris, A. de Sommaville, 1640
- Les Occasions perdues, Paris, A. de Sommaville, 1636
- Métamorphose des yeux de Philis en astres, Paris, A. de Sommaville, 1649
- Venceslas, Paris, A. de Sommaville, 1648